# Etchika Choureau
Etchika Choureau (París, 19 de noviembre de 1929–25 de enero de 2022) fue una actriz de cine francesa quien estuvo durante un tiempo en una relación con Hasán II de Marruecos mientras él era heredero al trono alauita.

## Filmografía
| Año  | Título                        | Papel                          | Notas |
| ---- | ----------------------------- | ------------------------------ | ----- |
| 1953 | The Other Side of Paradise    | Violaine Roumégoux             |       |
| 1953 | I Vinti                       | Simone                         |       |
| 1953 | Children of Love              | Anne-Marie et Geneviève        |       |
| 1954 | Les Intrigantes               | Marie                          |       |
| 1954 | Escalier de service           | Marie-Lou                      |       |
| 1954 | A Girl from Paris             |                                |       |
| 1955 | Les Fruits de l'été           | Juliette Gravières             |       |
| 1955 | L'impossible Monsieur Pipelet | Jacqueline Martin              |       |
| 1956 | La foire aux femmes           | Ludvine                        |       |
| 1956 | Toute la ville accuse         | Catherine Aravitte             |       |
| 1956 | Les lumières du soir          | Catherine Hessler              |       |
| 1957 | I colpevoli                   | Sandra                         |       |
| 1958 | Darby's Rangers               | Angelina De Lotta / Dittmann   |       |
| 1958 | Lafayette Escadrille          | Renée Beaulieu                 |       |
| 1963 | Prostitution                  | Olga                           |       |
| 1964 | Angélique, Marquise des Anges | Hortense de Sancé de Monteloup |       |
| 1966 | Paris au mois d'août          | Simone Plantin                 |       |